# ماء الجير

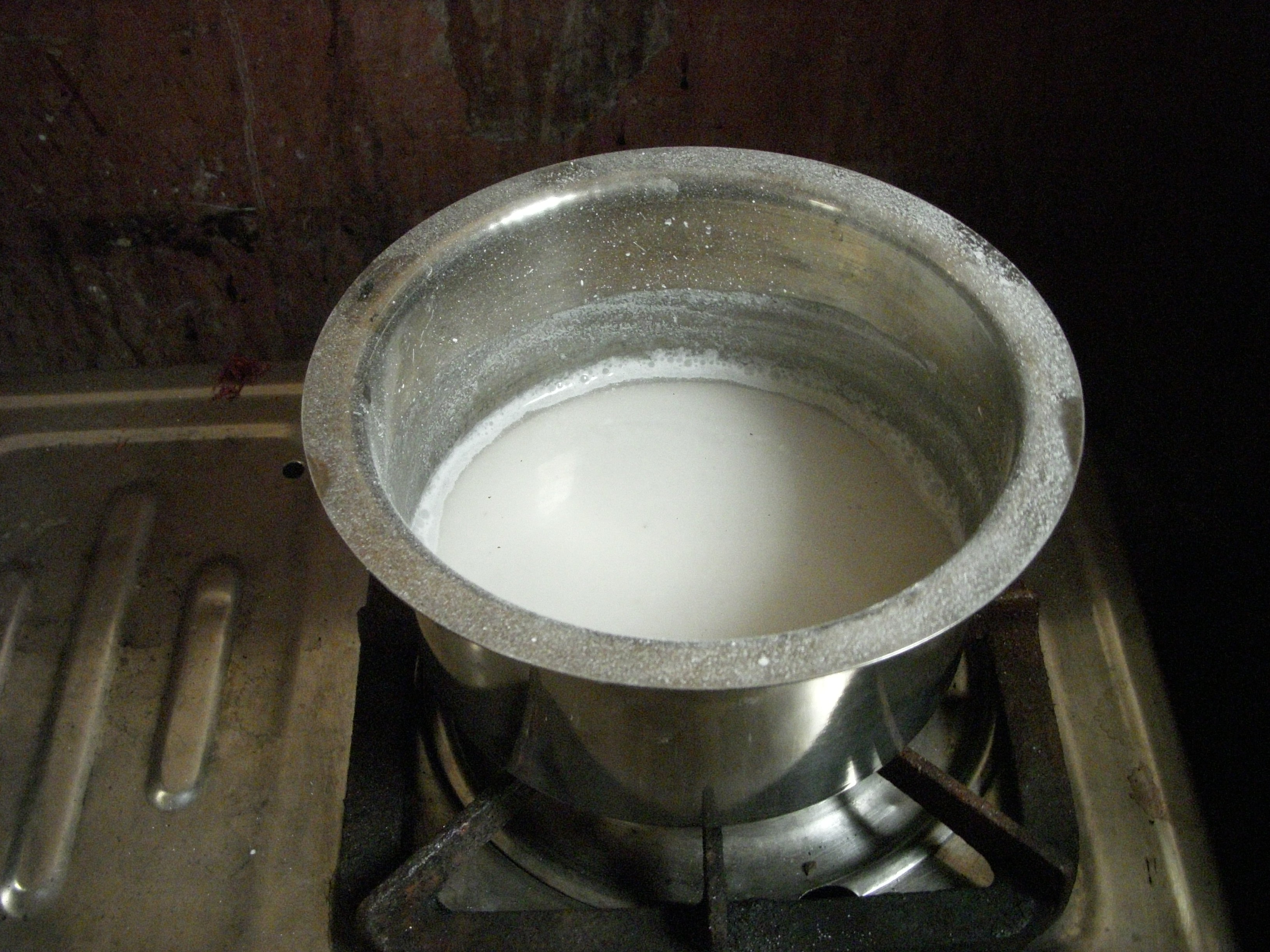
ماء الجير

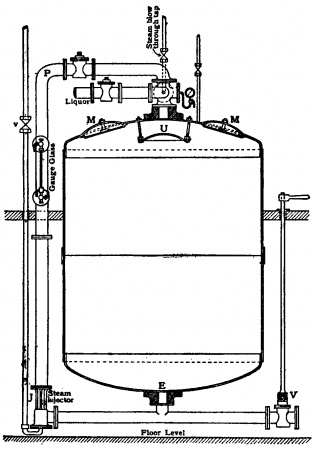
باطية مرجلية تستعمل ماء الجير

ماء الجير أو لبن الجير محلول مشبع من الجير المطفأ في الماء. في مجال الصناعة يستعمل لامتصاص الغازات الحمضية مثل ثنائي أكسيد الكبريت وثنائي أوكسيد الكربون.
يتعكر ماء الجير عند تمرير غاز ثنائي أكسيد الكربون فيه بسبب ترسب كربونات الكالسيوم
(Ca(OH)2(aq) + CO2(g) → CaCO3(s) + H2O(l